# Grand Prix automobile de Monaco 1970
Résultats du Grand Prix de Monaco 1970, couru sur le circuit de Monaco le 10 mai 1970.

## Classement
| Pos  | N° | Pilote               | Écurie             | Tours | Temps/Abandon     | Grille | Points |
| ---- | -- | -------------------- | ------------------ | ----- | ----------------- | ------ | ------ |
| 1    | 3  | Jochen Rindt         | Lotus-Ford         | 80    | 1 h 54 min 36 s 6 | 8      | 9      |
| 2    | 5  | Jack Brabham         | Brabham-Ford       | 80    | + 23 s 1          | 4      | 6      |
| 3    | 9  | Henri Pescarolo      | Matra              | 80    | + 51 s 4          | 7      | 4      |
| 4    | 11 | Denny Hulme          | McLaren-Ford       | 80    | + 1 min 28 s 3    | 3      | 3      |
| 5    | 1  | Graham Hill          | Lotus-Ford         | 79    | + 1 tour          | 16     | 2      |
| 6    | 17 | Pedro Rodríguez      | BRM                | 78    | + 2 tours         | 15     | 1      |
| 7    | 23 | Ronnie Peterson      | March-Ford         | 78    | + 2 tours         | 12     |        |
| 8    | 19 | Jo Siffert           | March-Ford         | 76    | Panne d'essence   | 11     |        |
| Abd. | 28 | Chris Amon           | March-Ford         | 60    | Suspension        | 2      |        |
| Nc.  | 24 | Piers Courage        | De Tomaso-Ford     | 58    | Non classé        | 9      |        |
| Abd. | 21 | Jackie Stewart       | March-Ford         | 57    | Moteur            | 1      |        |
| Abd. | 16 | Jackie Oliver        | BRM                | 42    | Moteur            | 14     |        |
| Abd. | 8  | Jean-Pierre Beltoise | Matra              | 21    | Différentiel      | 6      |        |
| Abd. | 12 | Bruce McLaren        | McLaren-Ford       | 19    | Suspension        | 10     |        |
| Abd. | 14 | John Surtees         | McLaren-Ford       | 14    | Pression d'huile  | 13     |        |
| Abd. | 26 | Jacky Ickx           | Ferrari            | 11    | Transmission      | 5      |        |
| Nq.  | 10 | Andrea de Adamich    | McLaren-Alfa Romeo |       | Non qualifié      |        |        |
| Nq.  | 6  | Rolf Stommelen       | Brabham-Ford       |       | Non qualifié      |        |        |
| Nq.  | 15 | George Eaton         | BRM                |       | Non qualifié      |        |        |
| Nq.  | 2  | John Miles           | Lotus-Ford         |       | Non qualifié      |        |        |
| Nq.  | 20 | Johnny Servoz-Gavin  | March-Ford         |       | Non qualifié      |        |        |

Légende :
- Abd.=Abandon

## Pole position et record du tour
- Pole position : Jackie Stewart en 1 min 24 s 0 (vitesse moyenne : 134,786 km/h).
- Tour le plus rapide : Jochen Rindt en 1 min 23 s 2 au 80e tour (vitesse moyenne : 136,082 km/h).

## Tours en tête
- Jackie Stewart : 27 (1-27)
- Jack Brabham : 52 (28-79)
- Jochen Rindt : 1 (80)

## À noter
- 2e victoire pour Jochen Rindt.
- 37e victoire pour Lotus en tant que constructeur.
- 29e victoire pour Ford Cosworth en tant que motoriste.
- 14e et dernier engagement en F1 pour Johnny Servoz-Gavin qui se retire après sa non-qualification.
- 98e et dernier Grand Prix pour Bruce McLaren qui décédera peu après lors d'essais d'un prototype CanAm.
- Jack Brabham, en tête de la course, part à la faute dans le dernier virage du dernier tour laissant la victoire à Jochen Rindt.